# Leandro Vitiello
Leandro Vitiello (Scafati, 16 ottobre 1985) è un calciatore italiano, centrocampista dell'Intercomunale Monsummano.

## Biografia
Ha un fratello maggiore, Roberto, ex calciatore professionista.

## Caratteristiche tecniche
Vertice basso di centrocampo abile a interrompere la manovra avversaria, che si distingue per corsa, tecnica e dinamismo. Tatticamente versatile, può essere schierato anche sulla linea di difesa, impostando l'azione dalle retrovie.

## Carriera

### Club
Muove i suoi primi passi nella scuola calcio di Torre del Greco, per poi approdare nel settore giovanile del Napoli. Dopo varie esperienze nelle serie minori, nel 2006 viene acquistato dal Vicenza. Esordisce in Serie B l'8 ottobre 2006 in Mantova-Vicenza (2-0), sostituendo Luis Helguera al 37' della ripresa.
Il 10 gennaio 2007 passa in comproprietà all'Ascoli, che lo cede in prestito alla Cremonese, in Serie C1. Il 21 giugno 2007 la comproprietà viene rinnovata per un altro anno. Fuori dai progetti tecnici di Ivo Iaconi, il 7 gennaio 2008 passa in prestito alla Sambenedettese.
Riscattato alle buste dall'Ascoli, l'11 luglio 2008 passa al Grosseto in compartecipazione. Esordisce con i biancorossi il 23 agosto contro la Reggina in Coppa Italia, subentrando al 68' al posto di Carl Valeri. Nel finale di stagione perde il posto a favore di Córdova. Il 25 giugno 2010 il cartellino diventa interamente biancorosso.
Il 3 settembre 2011 passa a parametro zero all'Ascoli. A fine stagione rimane svincolato. Il 6 ottobre 2012 viene ingaggiato per una stagione – con opzione di rinnovo per la seconda – dal Bellinzona, squadra svizzera militante nella seconda serie elvetica. Il 2 settembre 2013 passa a parametro zero al Catanzaro, in Lega Pro Prima Divisione.
Il 26 giugno 2014 passa al Benevento, con cui nel 2016 conquista una storica promozione in Serie B.
Il 14 gennaio 2017 viene ingaggiato a parametro zero dall'Ancona su richiesta di Fabio Brini, che lo aveva allenato in precedenza al Benevento. A fine stagione rimane svincolato dopo il fallimento della società dorica. Il 9 ottobre 2017 viene tesserato dal Gavorrano, in Serie C. Il 9 luglio 2018 firma un biennale con la Pistoiese. Il 18 settembre 2020 viene ingaggiato dalla Vibonese.
Il 3 agosto 2021 firma un contratto annuale con la Paganese. Il 27 gennaio risolve consensualmente il contratto con la formazione campana, accasandosi al Ponte Buggianese, formazione toscana impegnata nel campionato di Promozione. A fine stagione la squadra vince il campionato, conquistando la promozione in Eccellenza. Il 9 luglio 2022 viene ingaggiato dalla FC Meridien. Nel 2023 viene tesserato dall'Intercomunale Monsummano, in Promozione.

### Nazionale
Nel 2001 ha preso parte agli Europei Under-17 con la selezione Under-17.

## Statistiche

### Presenze e reti nei club
Statistiche aggiornate al 15 settembre 2024.
| Stagione                        | Squadra                         | Campionato                      | Campionato | Campionato | Coppe nazionali | Coppe nazionali | Coppe nazionali | Coppe continentali | Coppe continentali | Coppe continentali | Altre coppe | Altre coppe | Altre coppe | Totale | Totale |
| Stagione                        | Squadra                         | Comp                            | Pres       | Reti       | Comp            | Pres            | Reti            | Comp               | Pres               | Reti               | Comp        | Pres        | Reti        | Pres   | Reti   |
| ------------------------------- | ------------------------------- | ------------------------------- | ---------- | ---------- | --------------- | --------------- | --------------- | ------------------ | ------------------ | ------------------ | ----------- | ----------- | ----------- | ------ | ------ |
| 2003-2004                       | Melfi                           | C2                              | 11         | 0          | CI-C            | 1               | 0               | -                  | -                  | -                  | -           | -           | -           | 11     | 0      |
| 2004-2005                       | Ostia Mare                      | D                               | 25         | 3          | CI-D            | 0               | 0               | -                  | -                  | -                  | -           | -           | -           | 25     | 3      |
| 2005-2006                       | Acireale                        | C1                              | 22+2       | 3          | CI+CI-C         | 1+1             | 0               | -                  | -                  | -                  | -           | -           | -           | 26     | 3      |
| 2006-gen. 2007                  | Vicenza                         | B                               | 3          | 0          | CI              | 0               | 0               | -                  | -                  | -                  | -           | -           | -           | 3      | 0      |
| gen.-giu. 2007                  | Cremonese                       | C1                              | 13         | 1          | CI+CI-C         | 0+1             | 0               | -                  | -                  | -                  | -           | -           | -           | 14     | 1      |
| 2007-gen. 2008                  | Ascoli                          | B                               | 0          | 0          | CI              | 1               | 0               | -                  | -                  | -                  | -           | -           | -           | 1      | 0      |
| gen.-giu. 2008                  | Sambenedettese                  | C1                              | 8          | 0          | CI-C            | 3               | 1               | -                  | -                  | -                  | -           | -           | -           | 11     | 1      |
| 2008-2009                       | Grosseto                        | B                               | 30         | 2          | CI              | 1               | 0               | -                  | -                  | -                  | -           | -           | -           | 31     | 2      |
| 2009-2010                       | Grosseto                        | B                               | 33         | 4          | CI              | 2               | 0               | -                  | -                  | -                  | -           | -           | -           | 35     | 4      |
| 2010-2011                       | Grosseto                        | B                               | 32         | 2          | CI              | 1               | 1               | -                  | -                  | -                  | -           | -           | -           | 33     | 3      |
| Totale Grosseto                 | Totale Grosseto                 | Totale Grosseto                 | 95         | 8          |                 | 4               | 1               |                    | -                  | -                  |             | -           | -           | 99     | 9      |
| 2011-2012                       | Ascoli                          | B                               | 13         | 1          | CI              | -               | -               | -                  | -                  | -                  | -           | -           | -           | 13     | 1      |
| Totale Ascoli                   | Totale Ascoli                   | Totale Ascoli                   | 13         | 1          |                 | 1               | 0               |                    | -                  | -                  |             | -           | -           | 14     | 1      |
| 2012-2013                       | Bellinzona                      | CL                              | 6          | 0          | CS              | 1               | 0               | -                  | -                  | -                  | -           | -           | -           | 7      | 0      |
| 2013-2014                       | Catanzaro                       | 1D                              | 26+1       | 0          | CI-LP           | 1               | 0               | -                  | -                  | -                  | -           | -           | -           | 28     | 0      |
| 2014-2015                       | Benevento                       | LP                              | 26         | 0          | CI+CI-LP        | 1+0             | 0               | -                  | -                  | -                  | -           | -           | -           | 27     | 0      |
| 2015-2016                       | Benevento                       | LP                              | 6          | 0          | CI+CI-LP        | 0               | 0               | -                  | -                  | -                  | S-LP        | 1           | 1           | 7      | 1      |
| Totale Benevento                | Totale Benevento                | Totale Benevento                | 32         | 0          |                 | 1               | 0               |                    | -                  | -                  |             | 1           | 1           | 34     | 1      |
| gen.-giu. 2017                  | Ancona                          | LP                              | 9          | 0          | CI-LP           | 3               | 0               | -                  | -                  | -                  | -           | -           | -           | 12     | 0      |
| 2017-2018                       | Gavorrano                       | C                               | 26+2       | 3          | CI-C            | -               | -               | -                  | -                  | -                  | -           | -           | -           | 28     | 3      |
| 2018-2019                       | Pistoiese                       | C                               | 29         | 0          | CI+CI-C         | 1+0             | 0               | -                  | -                  | -                  | -           | -           | -           | 30     | 0      |
| 2019-2020                       | Pistoiese                       | C                               | 21         | 1          | CI-C            | 0               | 0               | -                  | -                  | -                  | -           | -           | -           | 21     | 1      |
| Totale Pistoiese                | Totale Pistoiese                | Totale Pistoiese                | 50         | 1          |                 | 1               | 0               |                    | -                  | -                  |             | -           | -           | 51     | 1      |
| 2020-2021                       | Vibonese                        | C                               | 15         | 0          | -               | -               | -               | -                  | -                  | -                  | -           | -           | -           | 15     | 0      |
| 2021-gen. 2022                  | Paganese                        | C                               | 14         | 0          | CI-C            | 1               | 0               | -                  | -                  | -                  | -           | -           | -           | 15     | 0      |
| feb.-giu. 2022                  | Ponte Buggianese                | Prom.                           | 12         | 1          | CI-Dil          | -               | -               | -                  | -                  | -                  | -           | -           | -           | 12     | 1      |
| 2022-2023                       | FC Meridien                     | Prom.                           | 18         | 4          | CI-Dil          | 1               | 0               | -                  | -                  | -                  | -           | -           | -           | 19     | 4      |
| 2023-2024                       | Intercomunale Monsummano        | Prom.                           | 24         | 1          | CI-Dil          | 1               | 0               | -                  | -                  | -                  | -           | -           | -           | 25     | 1      |
| 2024-2025                       | Intercomunale Monsummano        | Prom.                           | 2          | 0          | CI-Dil          | 1               | 0               | -                  | -                  | -                  | -           | -           | -           | 3      | 0      |
| Totale Intercomunale Monsummano | Totale Intercomunale Monsummano | Totale Intercomunale Monsummano | 26         | 1          |                 | 2               | 0               |                    | -                  | -                  |             | -           | -           | 28     | 1      |
| Totale carriera                 | Totale carriera                 | Totale carriera                 | 429        | 26         |                 | 23              | 2               |                    | -                  | -                  |             | 1           | 1           | 453    | 29     |

## Palmarès

### Club

#### Competizioni nazionali
- Lega Pro: 1

Benevento: 2015-2016 (Girone C)

#### Competizioni regionali
- Promozione Toscana: 1

Ponte Buggianese: 2021-2022 (Girone A)